# Cruquiusweg (Amsterdam)
De Cruquiusweg is een straat in Amsterdam-Oost. De weg werd in 1879 vernoemd naar Nicolaas Samuel Cruquius (1678-1754).
Het stadsdeelkantoor van het voormalige stadsdeel Zeeburg (1990-2010) was gevestigd aan de Cruquiusweg. Het Internationaal Instituut voor Sociale Geschiedenis (IISG) is er sinds 1989 gehuisvest in het voormalige cacaopakhuis Koning Willem I. In hetzelfde gebouw is ook het Persmuseum ondergebracht.

## Gebouwen
De volgende gebouwen hebben een uitgebreide beschrijving:
- Cruquiusweg 67 met daarin onder meer Harbour Club
- Cruquiusweg 83D, het Insulindegebouwtje

## Bedrijven
- Ajax (veiligheid) (1910-2015)
- IKEA (1982-1985, afhaalmagazijn voor filiaal Stadhouderskade)

## Openbaar vervoer
Vanaf 1901 tot 1922 had tram 6 (de tweede elektrische tramlijn van Amsterdam) zijn eindpunt in de Cruquiusweg. In 1924 en 1925 had tram 12 op maandag en woensdag hier zijn eindpunt maar werd als eerste elektrische traject in Amsterdam opgeheven in 1925. In 2024 rijden bus 22 en 65 door de straat.  